# Stiepan Erzia
Stiepan Dmitrijewicz Erzia (ros. Степан Дмитриевич Эрьзя) właśc. Niefiodow (ur. 8 listopada 1876 w Bajewie k. Ardatowa, zm. w 1959 w Moskwie) – rosyjski i radziecki rzeźbiarz pochodzenia mordwińskiego działający we Włoszech, ZSRR i Argentynie, nazywany „rosyjskim Rodinem”.

## Życiorys
Urodził się w rodzinie chłopskiej jako Stiepan Dmitrijewicz Niefiodow 8 listopada 1876 roku na wsi Bajewo w ujeździe ałatyrskim w guberni symbirskiej Imperium Rosyjskiego.
W latach 1902–1906 studiował w Moskiewskiej Szkole Malarstwa, Rzeźby i Architektury. Pierwsze prace zaprezentował na XXXVI wystawie studentów Moskiewskiej Szkoły Malarstwa, Rzeźby i Architektury w 1903 roku.
W latach 1907–1914 przebywał we Włoszech i Francji. W okresie tym przybrał pseudonim artystyczny „Erzia” w nawiązaniu do swojego mordwińskiego pochodzenia – przynależności do grupy etnicznej Erzja.
W 1909 roku wziął udział w Międzynarodowej Wystawie Sztuki w Wenecji, gdzie zaprezentował dzieła Noc przed egzekucją (1909) i autoportret „Toska” (ros. «Тоска») (1908) i odniósł pierwszy sukces artystyczny. Następnie pracował w Mediolanie, gdzie zajmował się portretem w rzeźbie. W 1909 roku stworzył dzieło „Ksiądz” (ros. «Поп»), które zostało wystawione podczas Mediolańskiej Wystawy Sztuki. Kolejne rzeźby to m.in. „Kosiarz” (ros. «Косец»), „Siewca” (ros. «Сеятель») z 1908 roku i „Chrystus krzyczący” (ros. «Христос кричащий») z 1910 roku.
W 1910 roku przeniósł się na krótko do Nicei a następnie do Paryża, gdzie zaczął pracować w marmurze. W 1914 roku wrócił do Włoch i mieszkał w prowincji Massa-Carrara, po czym w tym samym roku powrócił do Rosji, gdzie w trakcie I wojny światowej pracował w szpitalu. Z tego okresu pochodzą prace „Mongołka” (ros. «Монголка») z 1915–1916 oraz „Portret baleriny Fiodorowej 2” (ros. «Портрет балерины Фёдоровой 2-й») z 1915 roku.
Po rewolucji październikowej brał udział w realizacji propagandowego planu Lenina na Uralu i Kaukazie (1918–1925), tworząc wiele monumentalnych dzieł dla Jekaterynburga, Baku i Batumi. Na Uralu tworzył pomniki ku czci poległych podczas Komuny Paryskiej oraz ku czci lokalnych komunistów. Ponadto w okresie tym powstają prace „Żal” (ros. «Скорбь») z 1918 roku, „Portret kobiety” (ros. «Женский портрет») z 1919 roku, „Jan Chrzciciel” (ros. «Иоанн Креститель»), „Ewa” (ros. «Ева») z 1919 roku. Na Kaukazie stworzył wiele portretów komunistów: Karola Marksa, Fryderyka Engelsa, Lenina oraz wybitnych Gruzinów, m.in. poetów Szoty Rustaweliego i Akakiego Cereteliego. Pracował w bardzo różnorodnym materiale – w marmurze, cemencie, betonie, żeliwie i drewnie. Po raz pierwszy wykorzystał drewno drzew liściastych, np. dębu kaukaskiego. Powstają wtedy prace takie jak „Leda i Łabędź” (ros. «Леда и Лебедь») czy „Macierzyństwo” (ros. «Материнство») (1922).
W 1926 na VIII Wystawie Związku Artystów Rosji Rewolucyjnej w Moskwie uwagę krytyków przyciągnęły dzieła Erzii wykonane z betonu zbrojonego „Więzień”, „Trybun ludowy” (ros. «Узник», «Народный трибун») z 1920 roku oraz „Ofiary rewolucji 1905 roku” (ros. «Жертвы революции 1905 года») z 1926 roku.
W 1926 roku wyjechał z inicjatywy ministra kultury rządu radzieckiego Anatolija Łunaczarskiego do Paryża, gdzie urządzono jego wystawę indywidualną. Wkrótce wyjechał do Buenos Aires na zaproszenie prezydenta Argentyny, gdzie przebywał w latach 1927–1950. W Argentynie zaczął pracować w drewnie kebraczo. W latach 30. XX w. stworzył wiele rzeźb drewnianych o tematyce mitologicznej i religijnej, m.in. powstały wtedy takie rzeźby jak „Głowa Meduzy” (ros. «Голова Медузы») z 1938 roku, „Melpomena” (ros. «Мельпомена») z 1939 roku, „Jan Chrzciciel” (ros. «Иоанн Креститель») z 1928 roku.
W 1950 roku wrócił do Związku Radzieckiego i do śmierci w 1959 roku mieszkał i pracował w Moskwie. Przez jemu współczesnych Erzia nazywany był „rosyjskim Rodinem”. Został pochowany w stolicy Republiki Mordowskiej Sarańsku.

## Twórczość

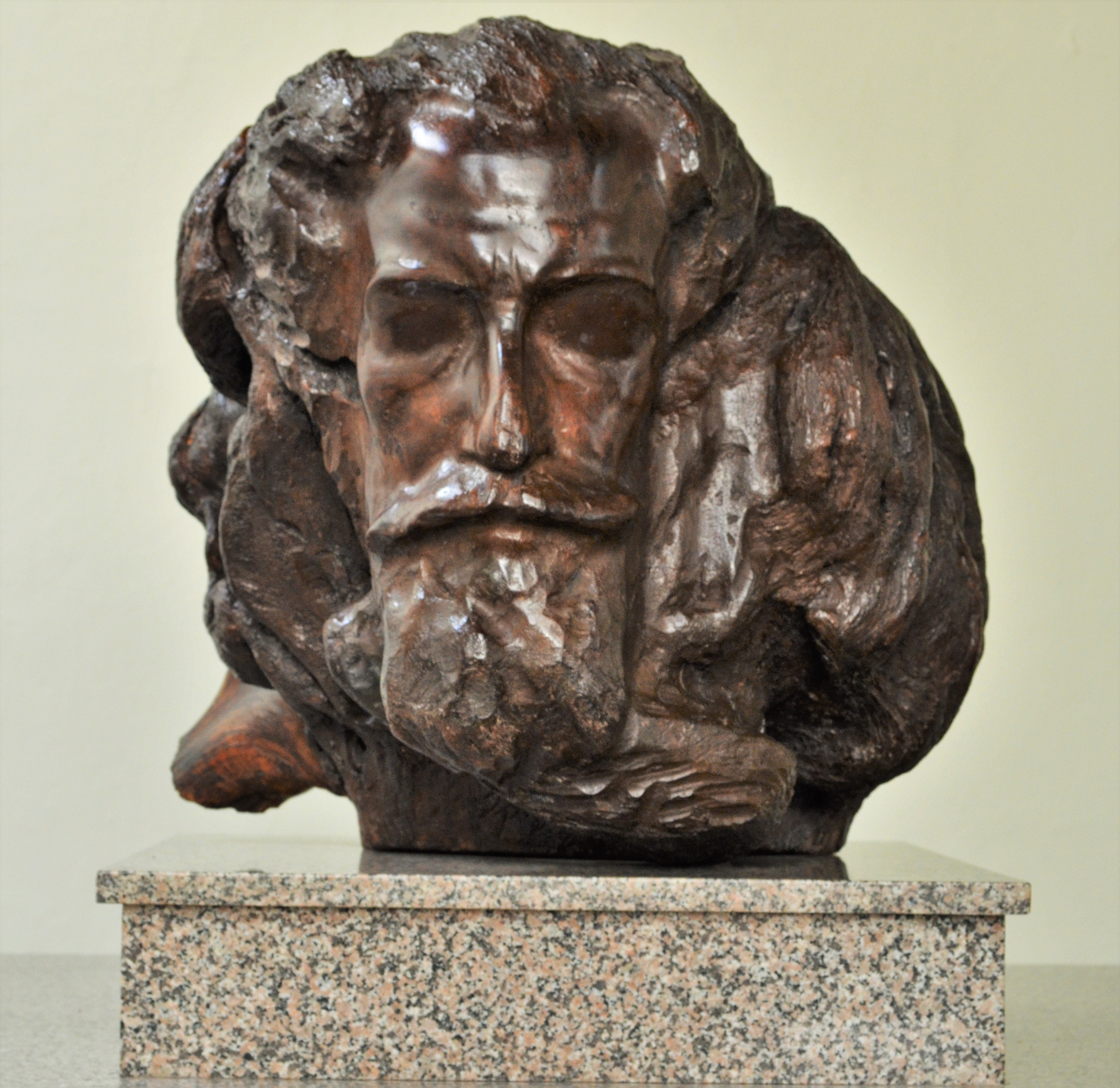
„Horacio Quiroga”

## Odznaczenia
- 1957 – Order Czerwonego Sztandaru Pracy[2]

## Upamiętnienie
W stolicy Mordowii Sarańsku założono Muzeum Sztuk Pięknych Republiki Mordwińskiej im. S.D. Erzii, które ma największe zbiory jego prac – ponad 200.